# 利薩巴爾卡
48°17′56″N 36°8′12″E / 48.29889°N 36.13667°E
利薩巴爾卡（烏克蘭語：Лиса Балка），是烏克蘭的村落，位於該國中部第聶伯羅彼得羅夫斯克州，由瓦西利基夫卡區負責管轄，距離格里沙伊和多布羅維爾利亞2公里，2001年人口62。